# ТЕС Knapsack
50°51′50.0″ пн. ш. 6°50′11.1″ сх. д. / 50.863889° пн. ш. 6.836417° сх. д.
ТЕС Knapsack — теплова електростанція в Німеччині, у федеральній землі Північний Рейн — Вестфалія. Споруджена з використанням технології комбінованого парогазового циклу.
Для розміщення ТЕС обрали площадку в індустріальній зоні Knapsack Chemiepark у передмісті Кельна Hürth. В 2007 та 2013 роках тут ввели в експлуатацію два блоки потужністю 800 МВт та 430 МВт. Можливо відзначити, що така ж комбінація була обрана для спорудженої в цей же період у Баварії ТЕС Іршинг, а основне обладнання обох станцій виготовила фірма Siemens.
Спочатку в 2005—2007 роках здійснили будівництво блоку Knapsack I потужністю 800 МВт, який обладнаний двома газовими турбінами SGT5-4000F по 270 МВт (турбіна «Big Knapsack») та паровою турбіною 260 МВт. Витрати на спорудження блоку становили приблизно 400 млн євро.
Роботи на Knapsack II розпочались у 2011 році та завершились введенням в експлуатацію у 2013-му. Для цього блоку обрали комбінацію газової турбіни SGT5-4000F та парової турбіни SST5-5000, які працюють на спільний генератор. Вартість спорудження Knapsack II становила майже 500 млн євро.
Обидва енергоблоки мають паливну ефективність біля 60 %.
З 2008 по 2010 блок Knapsack I працював у базовому режимі із завантаженням біля 5500 годин на рік, що забезпечувало достатню прибутковість та стало одним із факторів прийняття позитивного рішення про спорудження Knapsack II. Проте вже з 2011 розпочалось стрімке скорочення попиту на продукцію газових станцій. Так, за шість місяців після введення в експлуатацію Knapsack II працював лише 410 годин. Це пояснювалось стимулюванням розвитку відновлюваної енергетики та, як наслідок, конкуренцією з боку вугільних ТЕС за споживачів. Станом на початок 2014 року обидва енергоблоки станції Knapsack використовувались у періодичному режимі.